# Kaspar Preyel
Kaspar Preyel, Vorname auch Caspar, Familienname auch Preiel, Breill, Preil u. ä. (* wahrscheinlich zwischen 1455 und 1460 in Kulmbach; † 28. Juli 1517 in Bamberg) war ein deutscher römisch-katholischer Geistlicher. Ab 1504 war er Titularbischof von Athyra und Weihbischof im Bistum Bamberg; 

## Leben
Kaspar Preyel wurde in eine wohlhabende Kulmbacher Familie geboren; das Geburtsdatum kann nur aus seinen anderen Lebensdaten erschlossen werden und wird von der Forschung mit 1455 bis 1460 angenommen. Ab 1476 studierte er in Leipzig und erwarb 1480 den Grad eines Magister artium. Um 1490 war er als Hofkaplan des Bamberger Bischofs tätig. 1492 nahm er ein Promotionsstudium in Bologna auf; spätere Quellen bezeugen ihn als Doktor der Theologie. Er erhielt eine Präbende am Ansbacher Kollegiatstift St. Gumbert und wurde 1495 dort Stiftsprediger.
1504 holte Fürstbischof Georg II. Marschall von Ebnet, der nach heutiger Kenntnis nie die Bischofsweihe empfangen hatte, Kaspar Preyel als Weihbischof nach Bamberg. Preyel wurde vom Papst das Titularbistum Athyra in Thrakien zugeteilt. Die genauen Umstände der Bischofsweihe sind unbekannt; sie muss 1504 oder 1505 stattgefunden haben. Preyel war der erste unter den Bamberger Weihbischöfen, der aus dem eigenen Diözesanklerus stammte. Zu seiner Versorgung erhielt der neue Weihbischof nach Bamberger Regel die Pfarrei St. Martin, zusätzlich die Pfarrei in Hersbruck.
Fürstbischof von Ebnet starb 1505; sein Nachfolger wurde Georg III. Schenk von Limpurg. Der Weihbischof hatte die Ehre, dass er als Hauptkonsekrator dem neuen Fürstbischof am 28. September 1505 die Bischofsweihe erteilen durfte. Der Fürstbischof überließ in der Folge den größten Teil der liturgisch-pontifikalen Handlungen seinem Weihbischof, vor allem die Kirchweihen. Über das weitere Leben Preyels ist nicht viel bekannt. Er starb am 28. Juli 1517 und wurde in seiner Pfarrkirche St. Martin begraben. Wenige Monate nach seinem Tod setzte die Reformation ein, und eine neue Epoche begann, so dass Preyel als der letzte mittelalterliche Bamberger Weihbischof gelten kann.

## Wirken
Einige Kirchweihen durch Weihbischof Preyel sind gesichert:
- eine Kirche in Unterrodach (1505)
- eine Kapelle in Würgau (1505)
- die Friedhofskapelle bei St. Johannis in Nürnberg (1507)
- die Marienkapelle im Kloster Michelfeld (1507)
- die Heiliggrabkapelle in Hof (1509)
- die Kapelle des Sebastiansspitals in Nürnberg (1513)
- die Friedhofskapelle in Bayreuth (1513)
- das Franziskanerkloster St. Jobst in Nemmersdorf (1513)

Preyel war 1513 an der Übertragung der Reliquien des heiliggesprochenen Stifterpaares Heinrich und Kunigunde in das neue, von Tilman Riemenschneider errichtete Kaisergrab im Bamberger Dom beteiligt. Seine letzte überlieferte Amtshandlung war die Weihe des ursprünglich an dieses Grab angebauten Kunigundenaltars am 9. September 1513.